# Primal Fear
Primal Fear (с англ. — «Первобытный страх») — немецкая метал-группа, образованная в 1997 году. Название группы инспирировано одноимённым художественным фильмом, который незадолго до основания группы посмотрел Ральф Шиперс.

## История

### Основание, дебютный альбом
Музыкальный коллектив Primal Fear был образован в 1997 году ранее певшим в Gamma Ray Ральфом Шиперсом и Мэтом Синнером из Sinner. Основание группы началось с совместной музыкальной деятельности Ральфа и участников группы Sinner, когда Ральф участвовал в записи их альбома Judgement Day, а также вместе с бывшим ударником той же группы Ральфом Шульцем участвовал в кавер-проекте Just Priest, исполнявшем композиции группы Judas Priest. Таким образом Ральф предложил Мэту Синнеру и Тому Науманну поиграть вместе и, когда результат их работы понравился всем музыкантам, они решили основать группу. Роль ударника была предложена Ральфу Шульцу, однако последний отказался, ввиду чего был взят старый друг Шиперса Клаус Шперлинг.
После того, как состав новой группы был сформирован, начались репетиции и запись дебютного материала, который вылился в четырёхтрэковую демозапись. Демо было послано на японский лейбл JVC Victor, с которым и был заключён договор. Немногим позже было подписано соглашение о сотрудничестве с немецким Nuclear Blast Records. В 1998 году вышел дебютный полноформатный альбом группы под названием Primal Fear, который был очень хорошо принят музыкальными критиками и даже заслужил статус лучшего дебютного альбома в жанре хэви-метал в Германии. В записи альбома также принял участие Кай Хансен из Gamma Ray. На волне успеха альбома группа едет в турне вместе с Running Wild, а также участвует на фестивале Dynamo Open Air.

### Jaws of Death
К моменту записи второго альбома Jaws of Death коллектив пополнился вторым гитаристом Стефаном Лейблингом. Продюсированием альбома занялся Мэт Синнер. В это же время Primal Fear участвуют в записи трибьют-альбомов группам Accept и Dio, записав, соответственно, композиции Breaker и Kill the King. В поддержку второго альбома группа отыграла ряд концертов в Германии, а также объездили со своим турне многие страны Европы и сыграли в Бразилии и Японии. В 2000 году из группы уходит гитарист Том Науманн, место которого занял Хенни Уолтер из Sinner. В 2001 году выходит третий альбом Nuclear Fire и занимает 37 место в немецких национальных музыкальных чартах. В поддержку альбома были совершены гастроли по Германии, выступление на фестивале Wacken Open Air, а также посещение Великобритании в рамках фестиваля Bloodstock и США на Metal Meltdown.
После завершения концертной деятельности был записан EP Horrorscope, а в 2002 году вышел очередной альбом — Black Sun. Альбом дебютировал на 55 месте в национальных немецких музыкальных чартах.
В начале июля Primal Fear отправились в студию для записи альбома «Unbreakable», который вышел 24 января 2012 года.

## Состав

### Текущий состав
- Ральф Шиперс — вокал (1997 — настоящее время)
- Магнус Карлссон — гитара (2008 — настоящее время)
- Мэт Синнер — бас, вокал (1997 — настоящее время)

### Бывшие участники
- Клаус Шперлинг — ударные (1997—2003)
- Стефан Лейблинг — гитара, клавишные (1998—2008)
- Хенни Уолтер — гитара (2001—2003, 2007—2010)
- Рэнди Блэк — ударные (2003—2014)
- Акилес Пристер — ударные (2014—2015)
- Франческо Йовино — ударные (2015 —2019)
- Michael Ehré — ударные (2019 — 2024)
- Том Науманн — гитара (1997—2000, 2003—2007, 2015 — 2024)
- Алекс Байродт — гитара (2009 — 2024)

## Дискография

### Полноформатные альбомы
- 1998 — Primal Fear
- 1999 — Jaws of Death
- 2001 — Nuclear Fire
- 2002 — Black Sun
- 2004 — Devil's Ground
- 2005 — Seven Seals
- 2007 — New Religion
- 2009 — 16.6 (Before the Devil Knows You're Dead)[5]
- 2012 — Unbreakable
- 2014 — Delivering the Black
- 2016 — Rulebreaker
- 2018 — Apocalypse
- 2020 — Metal Commando
- 2023 — Code Red
- 2025 — Domination

### Мини-альбомы
- 2001 — Horrorscope
- 2021 — I Will Be Gone

### Концертные альбомы
- 2003 — The History of Fear (видеоальбом)
- 2010 — Live in the USA
- 2017 — Angels of Mercy – Live in Germany

### Сборники
- 2006 — Metal Is Forever – The Very Best of Primal Fear
- 2017 — Best of Fear